# Bledius zophus
Bledius zophus är en skalbaggsart som beskrevs av Herman 1983. Bledius zophus ingår i släktet Bledius och familjen kortvingar. Inga underarter finns listade i Catalogue of Life.